# ル・サプ＝アンドレ
ル・サプ＝アンドレ（仏: Le Sap-André）は、フランスのノルマンディー地域圏、オルヌ県に属するコミューン。

## 地理
県都アランソンから北へ50kmほどいった、県北部の田園地帯に位置する散居村。A28高速道路が西を南北に通る。ギエル川という小川が南から北へ流れる。ギエル川はその後シャレントンヌ川、さらにリエル川と合流し、最終的にセーヌ川と合流してセーヌ湾にそそぐ。北東でサン＝ニコラ＝デ＝レティエと、南東でトゥケットと、南でラ・トリニテ＝デ＝レティエと、南西でサン＝テヴルー＝ド＝モンフォールと、西でショーモンとそれぞれ接する。

## 行政
- 首長 - アラン・ランプリエール（Alain Lamperière、無所属、公共事業の請負業者、1995年から）

議会は首長も含め11人で構成される。

## 人口の推移
Les résultats des recensements de la populationによる。
| 1962年 | 1968年 | 1975年 | 1982年 | 1990年 | 1999年 | 2007年 |
| ------ | ------ | ------ | ------ | ------ | ------ | ------ |
| 220    | 194    | 169    | 143    | 125    | 124    | 133    |